# نهيان عادل
نهيان عادل خميس أحمد السويدي (مواليد 15 يناير 2000) لاعب كرة قدم إماراتي يلعب في مركز الظهير الأيسر لعب سابقاً مع نادي الوحدة.

## روابط خارجية
نهيان عادل على موقع قاعدة بيانات كرة القدم.إي يو (الإنجليزية)
- نهيان عادل على موقع Soccerway.com (الإنجليزية)